# No Boundaries: A Benefit for the Kosovar Refugees
No Boundaries: A Benefit for the Kosovar Refugees è una compilation pubblicata dalla Epic Records il 15 giugno 1999, contenente canzoni di una manciata di artisti e con lo scopo di raccogliere per i rifugiati del Kosovo. Fu messa in commercio in Australia il 21 giugno 1999 e conteneva canzoni di cantanti australiani come Jebediah e della neozelandese Bic Runga. Tre organizzazioni ricevettero 1 milione di dollari dalla Epic così come gli introiti delle vendite della compilation. Queste organizzazioni erano Medici Senza Frontiere, Oxfam e CARE International.

## Tracce
1. Last Kiss - Pearl Jam (1998 Fan Club Christmas Single)
2. Baba - Alanis Morissette (live)
3. The Ghost of Tom Joad - Rage Against the Machine (CD single da Rage Against the Machine home video, poi inclusa in Renegades)
4. War of Man - Neil Young (live)
5. Freak on a Leash - Korn (Butch Vig Mix)
6. Psycho Man - Black Sabbath (Danny Saber remix)
7. Comedown - Bush (acoustic version)
8. Leather Jacket - Ben Folds Five (inedita)
9. Take Me Away - Oasis (B-side del singolo Supersonic)
10. Mary - Sarah McLachlan (live)
11. Go - Indigo Girls (live)
12. Used to Be Lucky - The Wallflowers (Dalla versione giapponese di Bringing Down the Horse)
13. Wolf in Sheep's Clothing - Jamiroquai (B-side dell'edizione inglese di Canned Heat)
14. Merman - Tori Amos (inedita)
15. Fourteen Black Paintings - Peter Gabriel (dall'album Us)
16. Soldier of Love - Pearl Jam (B-side del 1998 Fan Club Christmas Single)

L'edizione europea includeva anche le seguenti bonus track:
1. She Is Suffering - Manic Street Preachers (USA remix)
2. He's Gone - Suede (versione demo)

Queste due canzoni apparivano come traccia 16 e 17 mentre i Pearl Jam erano comunque l'ultima traccia